# Гробниця Йосипа
Гробниця Йосипа (івр. קבר יוסף; араб. قبر يوسف) — стародавній монументальний похоронний пам'ятник, розташований біля східного в'їзду в долину, що розділяє гори Грізім та Евал, 325 ярдів на північний захід від колодязя Якова, на околиці міста Наблус на Західному березі річки Йордан, недалеко від Тель-Балата, який у джерелах часів пізнього бронзового століття фігурував як Шхем, а в біблійних іменувався Сихемом. Біблія визначає загальну площу Сихему як місце останнього спочинку праотця Йосипа і двох його синів — Єфрема та Манассії.

## Історія
Протягом багатьох століть гробниця Йосипа шанувалася членами різних релігійних спільнот Палестини — євреями, самаритянами, християнами і мусульманами. Ранні біблійні записи про розташування гробниці Йосипа в цьому місці сходять до 4 століття нашої ери. Нинішня споруда, що має вигляд невеликого прямокутного приміщення з кенотафом, датується 1868 роком і вважається цілком сучасним релігійним комплексом, позбавленим яких-небудь слідів древніх будівельних матеріалів. У той час як деякі вчені, такі як Кеннет Кітчен і Джеймс Гоффмейер підтверджують історичність біблійного Йосипа, багато інших, таких як Дональд Редфорд, стверджують, що його існування «не підтверджується фактами». Сучасній науці ще належить визначити, чи має відношення існуючий кенотаф до стародавнього біблійного поховання. Ні єврейські, ні християнські джерела до 5 ст. не згадують про існування могили, а споруда була побудована самаритянами, для яких місце поховання Йосипа було, ймовірно, священним.